# Hurez, Sălaj
Hurez (în maghiară Bagolyfalu), este un sat în comuna Horoatu Crasnei din județul Sălaj, Transilvania, România.
Atestare documentară: 1481 villa olachalis Bagolyfalwa, Bagolhaza.